# Henotesia fuliginosa
Henotesia fuliginosa är en fjärilsart som beskrevs av Paul Mabille 1878. Henotesia fuliginosa ingår i släktet Henotesia och familjen praktfjärilar. Inga underarter finns listade i Catalogue of Life.